# Swing Swing Paradise/Happy birthday to Me!
「Swing Swing Paradise/Happy birthday to Me!」（スウィング・スウィング・パラダイス/ハッピー・バースデー・トゥー・ミー!）は、2022年12月21日にアップフロントワークス（zetimaレーベル）から発売されたモーニング娘。の72枚目のシングル。「モーニング娘。'22」（モーニングむすめ。トゥートゥー）名義でのリリース。

## 構成
- 16期メンバーである櫻井梨央初参加シングル。
- 13期メンバー加賀楓ラスト参加シングル。なお加賀は今作の発売直前の12月10日をもって同グループ、およびハロー!プロジェクトを卒業した。

### Swing Swing Paradise
- センターポジションは加賀楓。
- 当曲終盤のアレンジについて音楽プロデューサーのつんく♂曰く「ここはテレビのチャンネルを昭和風にかちゃかちゃ回してたら、冒頭の歌手が割り込んできたような突然感の方がいいな」「僕の中で、この曲にはっきりとしたエンディングをつけたくなかったんじゃないか」と語っている。なお、当楽曲のインストゥルメンタル版（所謂カラオケバージョン）はオリジナル版から終盤の構成が変更された「Special Edit」として収録されている。

### Happy birthday to Me!
- つんく♂は当楽曲の制作に当たって「時代を感じさせない普遍的な存在感」を意識したとしている。
- 演奏時間は「What is LOVE?」「イマココカラ」を下回り、モーニング娘。の歴代シングル表題曲では最短となった。

## リリース
初回生産限定盤A・B・SP・通常盤A・Bの5形態で発売され、このうち初回生産限定盤A・B・SPにはBlu-ray Discが付属する。初回仕様の全ての通常盤にはトレーディングカード（通常盤A：「Swing Swing Paradise」衣裳のソロ13種+集合1種よりランダムにて1枚、通常盤B：「Happy birthday to Me!」衣裳のソロ13種+集合1種よりランダムにて1枚）が封入されている。

## チャート成績
2023年1月2日付オリコン週間シングルランキングにて約9.8万枚を売り上げ首位を獲得。同ランキングでの首位獲得は『Are you Happy?/A gonna』以来、4年6か月、7作ぶり、通算20枚目となる。また、15期メンバー（北川莉央・岡村ほまれ・山﨑愛生）及び16期メンバー（櫻井梨央）が加入してから初の首位獲得シングルとなった。自身が歴代1位記録を持つ「シングルTOP10入り作品数」を通算72作に更新した。また、日本の女性グループ史上初の4年代（1990年代、2000年代、2010年代、2020年代）シングル1位も獲得した。

## 収録曲

### CD（全盤共通）
| #  | タイトル                                             | 作詞   | 作曲   | 編曲       | 時間 |
| -- | ---------------------------------------------------- | ------ | ------ | ---------- | ---- |
| 1. | 「Swing Swing Paradise」                             | つんく | つんく | 平田祥一郎 | 3:55 |
| 2. | 「Happy birthday to Me!」                            | つんく | つんく | 大久保薫   | 3:01 |
| 3. | 「Swing Swing Paradise(Special Edit)」(Instrumental) |        |        |            | 3:34 |
| 4. | 「Happy birthday to Me!」(Instrumental)              |        |        |            | 3:03 |

| #  | タイトル                                  | 作詞 | 作曲・編曲 | 時間  |
| -- | ----------------------------------------- | ---- | ---------- | ----- |
| 1. | 「Swing Swing Paradise」(Music Video)     |      |            | 4:41  |
| 2. | 「Swing Swing Paradise」(Dance Shot ver.) |      |            | 3:40  |
| 3. | 「Swing Swing Paradise」(メイキング映像)  |      |            | 14:08 |

| #  | タイトル                                   | 作詞 | 作曲・編曲 | 時間  |
| -- | ------------------------------------------ | ---- | ---------- | ----- |
| 1. | 「Happy birthday to Me!」(Music Video)     |      |            | 4:03  |
| 2. | 「Happy birthday to Me!」(Dance Shot ver.) |      |            | 3:04  |
| 3. | 「Happy birthday to Me!」(メイキング映像)  |      |            | 17:07 |

| #  | タイトル                                   | 作詞 | 作曲・編曲 | 時間 |
| -- | ------------------------------------------ | ---- | ---------- | ---- |
| 1. | 「Swing Swing Paradise」(加賀楓 ソロVer.)  |      |            | 3:41 |
| 2. | 「Happy birthday to Me!」(加賀楓 ソロVer.) |      |            | 3:04 |
| 3. | 「加賀楓インタビュー」                     |      |            | 6:21 |

## タイアップ
Swing Swing Paradise
- RKK熊本放送(ラジオ)12月の「推しSONGS」[8]。
- 文化放送「プラスチューン」パワープレイ[8]。
- 文化放送「くにまる食堂」パワープレイ[8]。
- 文化放送「西川あやの おいでよ!クリエイティ部」パワープレイ[8]。
- FM FUJIパワープレイ「SOUND FOREST」[8]。
- CRT栃木放送マンスリーパワープレイ[8]。
- CRT栃木放送「Deli POPS」マンスリーデリポップ[8]。
- BSN新潟放送「ウィークリーチューン」[8]。
- YBS山梨放送「909 weekly tune」[8]。
- ラジオ日本「パワーチューン」[8]。
- TBSテレビ（関東ローカル・TVer限定[9]）「ふるさとの未来」2023年1月度エンディングテーマ。

Happy birthday to Me!
- 岩手めんこいテレビ「BEATNIKS」12月オープニングテーマ[8]。
- テレビ東京『ハロドリ。』2023年1月度エンディングテーマ。

## リリース日一覧
| 地域 | リリース日     | レーベル              | 規格                                                  | カタログ番号                      |
| ---- | -------------- | --------------------- | ----------------------------------------------------- | --------------------------------- |
| 日本 | 2022年12月21日 | zetima/UP-FRONT WORKS | CDマキシシングル+Blu-ray Disc                         | EPCE-7721〜22（初回生産限定盤A）  |
| 日本 | 2022年12月21日 | zetima/UP-FRONT WORKS | CDマキシシングル+Blu-ray Disc                         | EPCE-7723〜24（初回生産限定盤B）  |
| 日本 | 2022年12月21日 | zetima/UP-FRONT WORKS | CDマキシシングル+Blu-ray Disc                         | EPCE-7725〜26（初回生産限定盤SP） |
| 日本 | 2022年12月21日 | zetima/UP-FRONT WORKS | CDマキシシングル                                      | EPCE-7727（通常盤A）              |
| 日本 | 2022年12月21日 | zetima/UP-FRONT WORKS | CDマキシシングル                                      | EPCE-7728（通常盤B）              |
| 日本 | 2022年12月21日 | zetima/UP-FRONT WORKS | ダウンロードシングル （LC-AAC 44.1kHz/16bit）         | EPCE-7727（通常盤Aに準拠）        |
| 日本 | 2022年12月21日 | zetima/UP-FRONT WORKS | ハイレゾダウンロードシングル （FLAC/WAV 96kHz/24bit） | EPCE-7727-HR（通常盤Aに準拠）     |

## 参加メンバー
- 9期：譜久村聖、生田衣梨奈
- 10期：石田亜佑美
- 11期：小田さくら
- 12期：野中美希、牧野真莉愛、羽賀朱音
- 13期：加賀楓、横山玲奈
- 15期：北川莉央、岡村ほまれ、山﨑愛生
- 16期：櫻井梨央